# إيلميت (دائرة انتخابية في المملكة المتحدة)
إيلميت  (بالإنجليزية: Elmet)‏ هي إحدى الدوائر الانتخابية في المملكة المتحدة الممثلة في مجلس العموم في برلمان المملكة المتحدة.
منذ عام 1997 كان عضو البرلمان كولين بورجون هو النائب الممثل عن دائرة إيلميت ولكنه لم يترشح في انتخابات عام 2010.